# Vibo Valentia
Vibo Valentia ist eine italienische Stadt mit 31.038 Einwohnern (Stand 31. Dezember 2023). Sie ist der Hauptort der gleichnamigen Provinz in der Region Kalabrien.

## Geographie
Die Stadt liegt auf einer fruchtbaren Hochebene auf 476 m Höhe nur etwa sechs Kilometer vom Tyrrhenischen Meer entfernt und überblickt von den Bergen der Sila im Norden das Meer bis hin zu der Liparischen Insel Stromboli und weiter zum Massiv des Aspromonte und der Spitze des Ätna im Süden. Östlich schließt sich Hügelland an.
Die Entfernung bis Rom beträgt 611 km, bis Reggio Calabria sind es 103 km.
Die Nachbargemeinden sind: Briatico, Cessaniti, Filandari, Francica, Jonadi, Pizzo, San Gregorio d’Ippona, Sant’Onofrio und Stefanaconi.

## Geschichte
Die Ursprünge der Stadt sind verbunden mit einer prähellenischen Siedlung namens Veip, die von den griechischen Siedlern (Magna Graecia) aus Lokroi im 7. Jahrhundert v. Chr. kolonisiert und in Hipponion (altgriechisch Ἱππώνιον, lateinisch Hipponium) umbenannt wurde.
| 422 v. Chr. | Die Stadt gewinnt zusammen mit dem verbündeten Syrakus einen Krieg gegen Lokroi.                                                                             |
| 389 v. Chr. | Dionysius von Syrakus besiegt die Stadt und zerstört sie. Danach bauten die Karthager sie als Militärzentrum wieder auf.                                     |
| 192 v. Chr. | Die Römer ergreifen Besitz von der Region und der Stadt und verleiben sie ihrem Reich als latinische Kolonie Vibo Valentia ein.                              |
| 89 v. Chr.  | Nach dem Bundesgenossenkrieg wird Valentia Municipium. |
|             | Während der byzantinischen Epoche ist sie militärische Hochburg und strategisch wichtig für ganz Kalabrien.                                                  |
| 850 und 983 | Die Stadt wird von den Sarazenen geplündert und zerstört. |
| 11. Jh.     | Die Normannen nutzen Valentia weiterhin als Militärstützpunkt und kontrollieren von hier aus die Küstenschifffahrt. In dieser Zeit wird das Castello erbaut. |
| 1235        | Friedrich der Zweite von Hohenstaufen baut die Stadt aus und sie wird unter dem Namen Monteleone di Calabria zum Wirtschafts- und Kulturzentrum.             |
| 1928        | Die Stadt erhält ihren heutigen Namen Vibo Valentia. |
| 1994        | Erhebung zur Hauptstadt der gleichnamigen Provinz. |

## Sehenswürdigkeiten
- Dom aus dem Jahr 1680

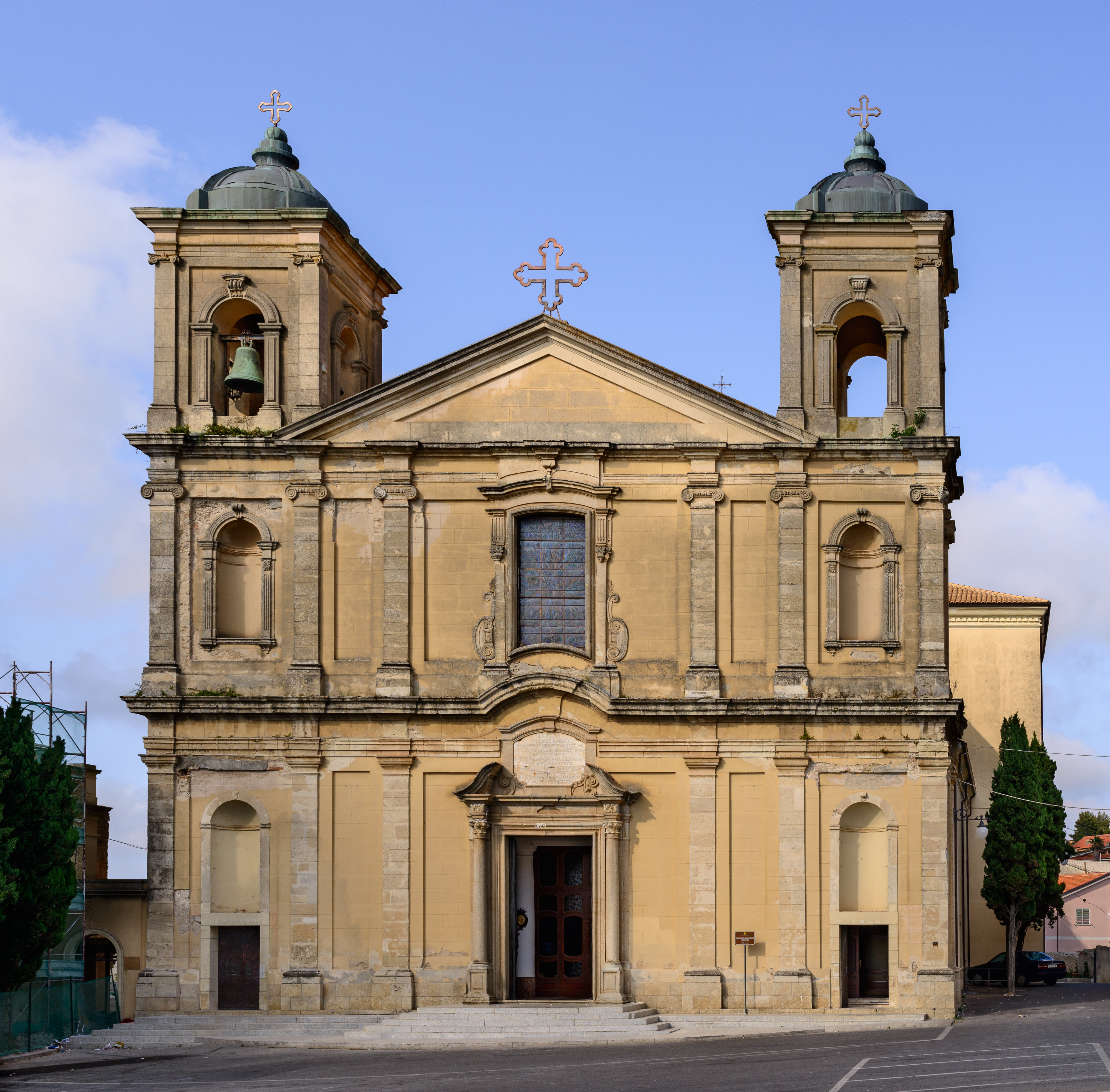
Dom Santa Maria Maggiore

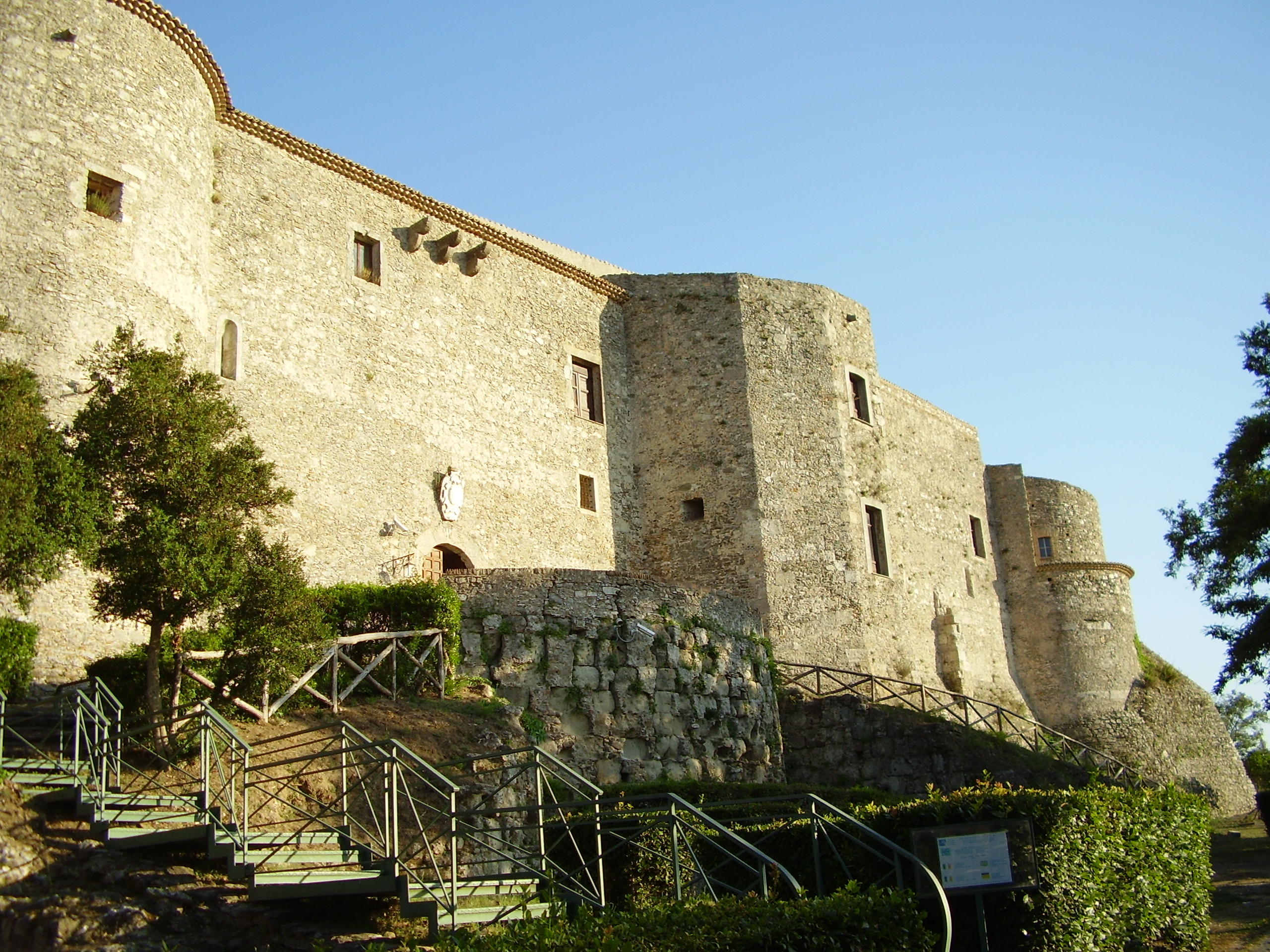
Burg

- Burg, 1070 erbaut von Roger dem Normannen (mit Staatlichem Archäologischem Museum)
- Belvedere Grande Aussichtspunkt mit Blick über Meer und Küste.
- Hipponion: Von der griechischen Stadt Hipponion sind neben den Fundamenten eines Tempels vor allem ein langer Abschnitt der Stadtmauer aus dem 6. bis 4. Jahrhundert vor Christus erhalten. Diese stammen aus mehreren Bauphasen, sind immer wieder erneuert worden. Auffällig sind insbesondere hellenistische Mauern mit runden Türmen aus sorgfältig bearbeiteten Quadern.

## Umgebung
- Pizzo
- Tropea
- Serra San Bruno
- Monte Poro

## Wirtschaft
Zementindustrie, Schiffbau, Baugewerbe und Verarbeitung landwirtschaftlicher Produkte.

## Verkehr
Vibo Valentia liegt an der Eisenbahnlinie Rom-Sizilien und besitzt einen Anschluss an die Autostrada A2. Neun Kilometer nördlich liegt Vibo Valentia Marina mit einem Fischereihafen und Industrieanlagen. Der Flughafen Lamezia Terme ist 45 km entfernt. Auf dem ehemaligen Militärflugplatz von Vibo Valentia unterhalten die Carabinieri eine Hubschrauberstaffel und eine luftbewegliche Sondereinheit.

## Söhne und Töchter der Stadt
- Giovanni Parisi (1967–2009), Boxer
- Francesco Calzona (* 1968), Fußballspieler und -trainer
- Sergio Floccari (* 1981), Fußballspieler